# Vicini per forza
Vicini per forza (Vizinhos) è un film brasiliano del 2022, diretto da Roberto Santucci.

## Trama
Dopo un esaurimento nervoso Walter lascia la città e si trasferisce in campagna. Ma la felicità dura poco a causa dei suoi rumorosi vicini.

## Distribuzione
Il film è stato distribuito sulla piattaforma Netflix dal 1º settembre 2022.